# Achat impulsif

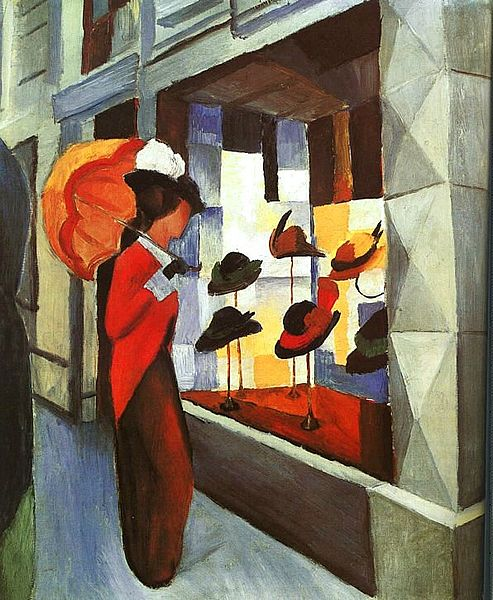
Tableau de August Macke montrant l'achat impulsif de chapeaux.

L'achat impulsif, ou achat d'impulsion, est une décision d'achat non planifié d'un produit ou d'un service avant paiement. Un individu sujet à ce genre d'achat est nommé « acheteur impulsif ». Des recherches démontrent que les sentiments jouent un rôle décisif lors de l'achat, par exemple un coup de cœur sur un article en particulier et la vue de messages promotionnels . Les vendeurs tentent de tirer profit de ce type d'impulsion lié au besoin de se faire plaisir. L'analyse de l'achat permet de guider le client vers un produit spécifique tout en lui laissant son libre arbitre. L'achat impulsif est un type d'achat spécifique qui est plus courant pour les achats considérés comme sans conséquences importantes en termes d'engagement par le consommateur. L'achat impulsif s'oppose à l'achat réfléchi. 
Il peut être qualifié de spontané ou de remémoré. Un exemple parlant d'achat impulsif est celui des confiseries proposées à la caisse des grandes surfaces. Bonbons, chewing-gum, chocolat sont disposés de façon à tenter l'acheteur impulsif ou ses enfants d'acheter ce qu'autrement, il n'aurait même pas considéré . Sinon, l'achat impulsif peut, aussi être motivé par le fait que le consommateur potentiel est attiré par un élément lié à une de ses passions. Voir le drapeau d'un pays qu'il aime sur un DVD l'incitera à l'acheter par exemple.
Il peut également concerner une affaire exceptionnelle chez un brocanteur car le consommateur pense que si la décision n'est pas prise sur le champ, l'opportunité ne se représentera plus. L'achat impulsif peut, en outre, être étendu à d'autres objets plus onéreux tels que les voitures, canapés ou appareils ménagers divers. Acheter une voiture est autant un geste émotionnel que rationnel par exemple. Les vendeurs automobiles de par le monde l'ont bien compris puisqu'ils présentent leurs produits de façon drôle et rapide de façon à provoquer l'émotion au-delà de la raison.
Dans l'achat impulsif, le mécanisme normal de prise de décision est perturbé. La séquence logique des actes du consommateur est remplacée par un moment irrationnel d'auto-gratification. Les objets de coups de tête font appel au côté émotionnel du consommateur. Certains articles achetés sous l'effet d'une impulsion ne sont pas jugés fonctionnels ou nécessaires aux consommateurs. Pour éviter de faire de tels achats, il convient de fixer un budget avant de faire les courses et de prendre son temps avant d'acheter. 
Une étude publiée en juin 2008, extraite du Journal des recherches sur la consommation, montre que les consommateurs sont plus enclins à acheter impulsivement une marque plutôt qu'une autre s'ils sont distraits pendant leurs achats. Dans cette étude, Bryan Gibson, professeur de psychologie à l'Université du Michigan, a mené une enquête auprès d'étudiants afin d'analyser leurs préférences en matière de boissons gazeuses, y compris Coke et Pepsi. Les résultats ont montré que les attitudes implicites, ou celles dont les personnes n'avaient pas conscience et n'étaient pas exprimées verbalement, guidaient le choix du produit uniquement lorsque les participants étaient occupés à effectuer une tâche cognitive. Cela suggère donc qu'il serait plus facile d'influencer le choix des consommateurs ou de leur faire faire un achat impulsif quand ceux-ci sont distraits . 
Des chercheurs de l'Université de la Colombie Britannique et de la Cheung Kong Graduate School of Business ont trouvé que les comportements d'achats impulsifs sont liés à des environnements désorganisés. L'étude conclut en disant qu'une personne en pleine confusion n'était pas capable d'effectuer d'autres tâches nécessitant une activité cérébrale .